# Hippolyte Rigault
Pour les personnes ayant le même patronyme, voir Rigault.
Hippolyte Ange Rigault, né le 2 juillet 1821 à Saint-Germain-en-Laye et mort le 2 décembre 1858, est un latiniste et critique littéraire français.
Il est précepteur des enfants de la famille d'Orléans et professeur suppléant au Collège de France

## Biographie
Ancien élève de l'École normale, il est professeur de rhétorique au lycée Louis-le-Grand et suppléant au Collège de France à la chaire d'éloquence latine.
Hippolyte Rigault reçoit le prix d’honneur [grand prix de discours latin] au Concours général de 1840. Après la licence ès-lettres qu'il obtient à l'École normale (où il est classé premier), il se présente en 1844, au sortir de l'École, à l'agrégation des lettres pour laquelle il est également reçu premier. Il devient Docteur ès-lettres en 1856, avec une thèse latine, sur la Critique littéraire chez Lucien : Luciani Samosatensis quae fuerit de re litteraria judicandi ratio.

### Professeur derhétoriqueaulycée Louis-le-Grandet suppléant auCollège de Franceà la chaire d'éloquence latine
Après avoir enseigné au collège de Caen, au collège royal de Charlemagne, au Lycée Napoléon (Henri-IV), au Lycée de Versailles et avoir été proposé pour faire partie de la première promotion de l’École française d'Athènes, Hippolyte Rigault devient en 1853, professeur suppléant de rhétorique au Lycée Louis-le-Grand et sera titularisé professeur de la chaire en 1858.
En 1856, il est agréé par le Collège de France et le ministre de l'Instruction publique comme suppléant d'Ernest Havet dans la chaire d’Éloquence latine du Collège de France.

### Précepteur auprès de la famille royale
Sur la recommandation d'Adolphe Régnier, ancien maître de conférences de Langue et littérature allemande à l'École normale, à l'époque où Hippolyte Rigault y est élève, Hippolyte Rigault est nommé en 1847-1848 précepteur du tout jeune Gaston d'Orléans, comte d’Eu (1842-1922), l'un des petits-fils du roi Louis-Philippe; autrement dit le fils de Louis d'Orléans (1814-1896), duc de Nemours. Adolphe Régnier est lui-même, depuis 1843, précepteur du jeune comte de Paris. Après l'abdication de  Louis-Philippe le 24 février 1848, Hippolyte Rigault suit la famille royale, émigrée en Angleterre, et installée au manoir de Claremont, (comté de Surrey) mis à la disposition de la famille royale française par la reine Victoria.

### Latiniste et critique littéraire
Il collabora notamment comme critique littéraire à la Revue de l'instruction publique où, vers la même époque, écrivaient Lucien-Anatole Prévost-Paradol, Hippolyte Taine, Edmond About, Elme-Marie Caro, J.-J. Weiss, et Alfred Assollant.
En 1853, Antoine-Isaac Silvestre de Sacy appelait le jeune professeur au Journal des débats qui était alors, au regard du gouvernement, une feuille subversive.
Gustave Rouland, ministre de l'Instruction publique, mit le jeune maître en demeure d'opter entre sa chaire au Collège de France et son journal. Hippolyte Rigault était trop fier pour reculer : il choisit le journal.,
Il reçoit en 1857 un prix de 1,000 francs de l'Institut de France pour son ouvrage Histoire de la querelle des anciens et des modernes.

## Œuvres
- 1847 : Discours prononcé par M. Rigault, le jour de la distribution des prix du collège royal de Charlemagne, 13 août 1847 Par Hippolyte Rigault - Ed. impr. de Chassaignon, 1847
- 1850 : Étude sur les poésies lyriques d'Horace, Par Hippolyte Rigault - Paris, ed. Montalant-Bouteleux, 1850
- 1850 : Lycée Napoléon. Distribution des prix faite le 13 août 1850. Discours de M. Hippolyte Rigault Par Hippolyte Rigault - Ed. Lycée Henri IV (Paris) E. Thunot, 1850
- 1856 : Histoire de la querelle des anciens et des modernes Par  Hippolyte Rigault - Ed. L. Hachette, 1856
- 1856 : Luciani Samosatensis quae fuerit de re litteraria judicandi ratio Par Hippolyte Rigault - Ed. Typis C. Lahure, 1856
- 1859 : Études littéraires et morales, Par Hippolyte Rigault - Paris, Charpentier

## Famille
Marié à Marie Noémie Roussel, Hippolyte Rigault est l’oncle de l'écrivain Raymond Roussel et de la princesse de la Moskova, née Germaine Roussel et épouse de Charles Ney.

## Hommage
Une rue Hippolyte Rigault existait dans le 15e arrondissement de Paris.